# 이라크 일본인 외교관 사살 사건
이라크 일본인 외교관 사살 사건(-日本人外交官射殺事件)은 2003년 11월 29일 이라크에 파견되어 있던 일본인 외교관 오쿠 가쓰히코(奥克彦)와 이노우에 마사모리(井ノ上正盛)가 일본 대사관 차량으로 이동하던 중 누군가에게 사살된 사건이다. 

## 개요
2003년 11월 29일 오전 11시경(이라크 현지시각), 이라크 북부의 티크리트 근교에서 일본인 외교관 3명과 이라크인 운전기사가 타고 있는 차량을 뒤에서 따라잡던 차가 갑자기 총을 난사하였다. 그 후 3명이 탄 차는 30미터 정도 앞의 농지로 돌진했다. 근처의 가게 주인이 차가 돌진한 것을 목격하고 경찰에 신고하였으나, 3명은 이미 사망해 있었다. 
이라크 전쟁 발발 후 처음으로 일본인이 희생된 이 사건으로 일본인들은 깊은 슬픔에 잠겼다. 
후쿠다 야스오 당시 관방장관은 '테러의 가능성이 높다'고 말하며 테러리스트에 의한 범행이라는 견해를 나타냈다. 한편, 사건의 증거 개시나 감정을 둘러싼 국회 질의로 미군의 오발설이 제기되거나, 모살을 의심하는 여러 가지 논의가 제기되기도 했다.